# Samsung Galaxy J2 Prime
Samsung Galaxy J2 Prime é um smartphone intermediário, com sistema operacional Android, da família Galaxy fabricado pela Samsung Electronics, lançado em novembro de 2016. O celular conta com uma tela TFT e não AMOLED, de 5 polegadas, e também o processador MediaTek MT6737T com quatro núcleos de até 1,4 GHz, 1,5 GB de memória RAM e armazenamento interno de 16 GB.